# Templo de Mangkon Kamalawat

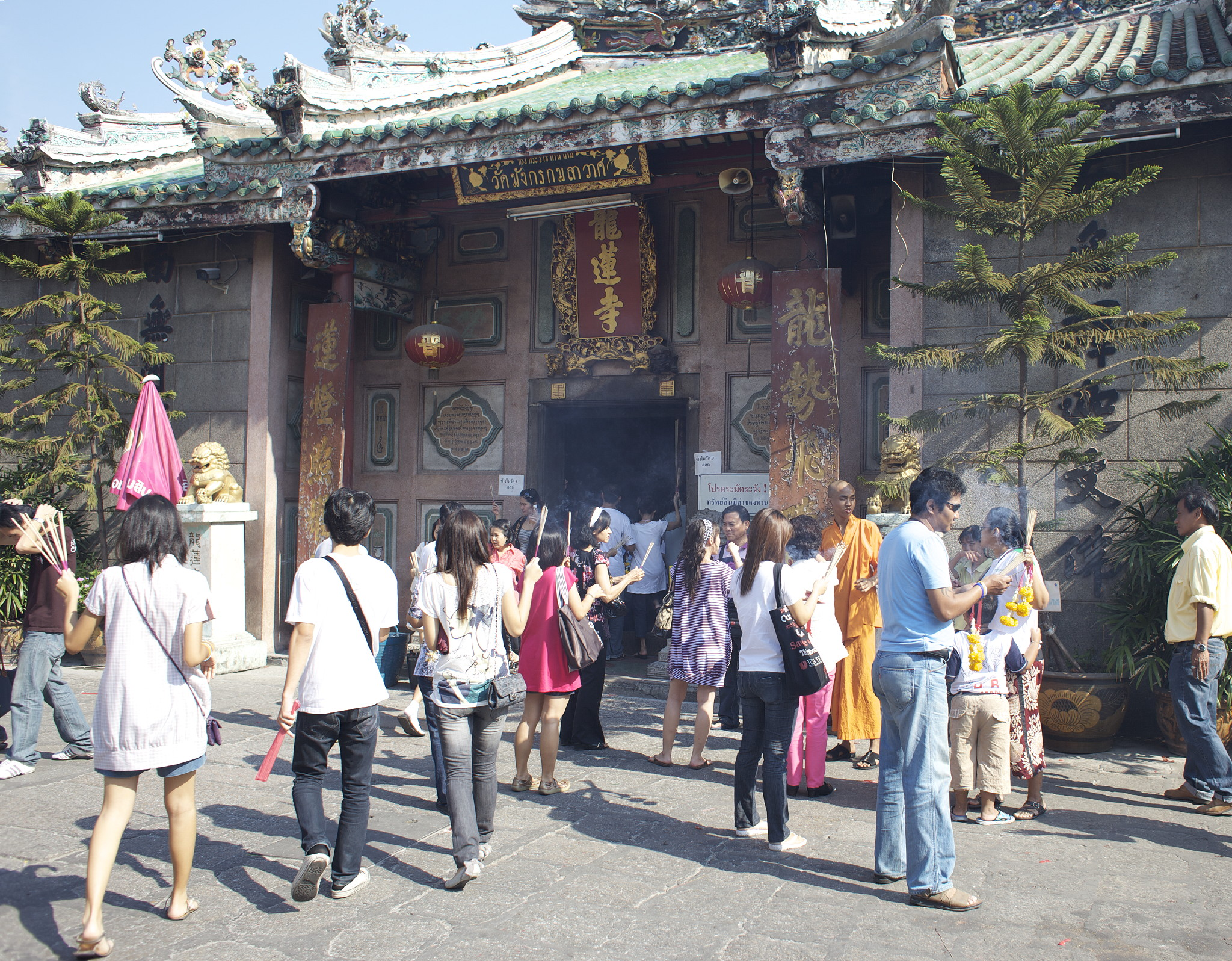
Templo de Mangkon Kamalawat

El templo de Mangkon Kamalawat, comúnmente conocido como Leng Noei Yi, es el templo budista chino más grande e importante de Bangkok, en Tailandia. 
Recibe las celebraciones de un gran número de acontecimientos durante todo el año, como el Año nuevo chino y el festival anual chino vegetariano. Está localizado en el distrito de Pom Prap Sattru Phai (en tailandés:ป้อมปราบศัตรูพ่าย) en el Barrio chino de la ciudad, en un patio de la carretera Charoen Krung (en tailandés:เจริญกรุง), teniendo acceso por un callejón.

## Historia
El Templo fue fundado como templo budista Mahāyāna en torno a 1871 por Phra Archan (también conocido como Sok Heng), al principio con el nombre templo de Leng Noei Yi. Más tarde, el Rey Chulalongkorn, Rama V le concede el nombre actual, "Mangkon Kamalawat", queriendo decir "Templo de Loto de Dragón".

## Estilo
Está construido con un estilo clásico chino arquitectónico, con tejados típicos amplios decorados con adornos de animal y florales, incluyendo dragones ubicuos chinos. El dorado ubosot (el pasillo de ordenación) tiene una imagen de Buda al estilo chino, y es presentado por un altar en el cual los ritos religiosos son realizados.
La entrada principal al viharn (pasillo del sermón) está al lado de las estatuas grandes de los cuatro guardas del mundo: el Chatulokkaban, vestidos de trajes de guerrero, dos a cada lado. Alrededor del templo hay lugares santos dedicados al Budismo, Taoísmo así como a deidades Confucianas y figuras religiosas, todas importantes en creencias locales chinas.
En el reverso del templo se soportan tres pabellones, uno dedicado a la diosa china (o bodhisattva) de la compasión, Guan Yin, una al fundador del templo, Phra Archan Wang Samathiwat, y una al santo Lak Chao. Cerca del reverso debe también ser encontrada una galería que contiene los casos.
En el patio que se extiende delante de los edificios del templo principal hay además varios lugares santos, como un horno para la combustión de rituales de papel moneda y otros ofrecimientos a los antepasados de los devotos.